# Parafia św. Floriana w Chamsku
Parafia pw. Świętego Floriana w Chamsku – parafia rzymskokatolicka należąca do dekanatu żuromińskiego, diecezji płockiej, metropolii warszawskiej.

## Historia parafii
Została utworzona w święto Miłosierdzia Bożego w 2003 r. dekretem biskupa płockiego Stanisława Wielgusa.

## Kościół parafialny
Kościół pw. św. Floriana w Chamsku